# Formel von Wald
Die Formel von Wald oder Waldsche Identität ist in der Stochastik eine Gleichung, mit deren Hilfe der Erwartungswert von Summen von Zufallsvariablen mit einer zufälligen Anzahl von Summanden berechnet werden kann. Sie wurde 1944 in einer Arbeit des Mathematikers Abraham Wald bewiesen.

## Formulierung
Es sei {\displaystyle (X_{n})_{n\geq 1}} eine Folge unabhängiger, identisch verteilter, integrierbarer Zufallsvariablen und {\displaystyle T} eine {\displaystyle \mathbb {N} }-wertige Zufallsvariable mit {\displaystyle \operatorname {E} (T)<\infty }, die von der Folge {\displaystyle (X_{n})} unabhängig ist. Dann gilt
{\displaystyle \operatorname {E} \left(\sum _{k=1}^{T}X_{k}\right)=\operatorname {E} (T)\operatorname {E} (X_{1})}.

## Beweis
Weil {\displaystyle T} unabhängig von der Folge {\displaystyle (X_{n})} ist, folgt durch Bedingen auf den Wert von {\displaystyle T}:
{\displaystyle \operatorname {E} \left(\sum _{k=1}^{T}X_{k}\;{\Big |}\;T=n\right)=\operatorname {E} \left(\sum _{k=1}^{n}X_{k}\right)=\sum _{k=1}^{n}\operatorname {E} (X_{k})=n\operatorname {E} (X_{1})},
also
{\displaystyle \operatorname {E} \left(\sum _{k=1}^{T}X_{k}\;{\Big |}\;T\right)=T\operatorname {E} (X_{1})}.
Durch Anwenden des Erwartungswerts auf diese Gleichung erhält man schließlich
{\displaystyle \operatorname {E} \left(\sum _{k=1}^{T}X_{k}\right)=\operatorname {E} \left(\operatorname {E} \left(\sum _{k=1}^{T}X_{k}\;{\Big |}\;T\right)\right)=\operatorname {E} (T\operatorname {E} (X_{1}))=\operatorname {E} (T)\operatorname {E} (X_{1})}.
Sind die {\displaystyle X_{i}} alle {\displaystyle \mathbb {N} _{0}} wertig, so kann der Beweis auch elementar über wahrscheinlichkeitserzeugende Funktionen mittels der Kettenregel erfolgen.

## Verallgemeinerung auf Stoppzeiten
Es sei nun {\displaystyle (X_{n})_{n\geq 1}} eine Folge identisch verteilter integrierbarer Zufallsvariablen, die  an eine Filtrierung {\displaystyle ({\mathcal {F}}_{n})_{n}} adaptiert ist, das heißt für alle {\displaystyle n} ist {\displaystyle X_{n}} {\displaystyle {\mathcal {F}}_{n}}-messbar. Wenn {\displaystyle X_{n+1}} von {\displaystyle {\mathcal {F}}_{n}} unabhängig ist für alle {\displaystyle n\in \mathbb {N} } und {\displaystyle T} eine integrierbare Stoppzeit bezüglich {\displaystyle ({\mathcal {F}}_{n})_{n}} ist, so gilt ebenfalls die Formel von Wald:
{\displaystyle \operatorname {E} \left(\sum _{k=1}^{T}X_{k}\right)=\operatorname {E} (T)\operatorname {E} (X_{1})}.

## Verwandte Konzepte
Ähnliche Aussagen über die Varianz von zusammengesetzten Verteilungen lassen sich mit der Blackwell-Girshick-Gleichung treffen.